# وسپر (فیلم)
وسپر (به انگلیسی: Vesper) فیلمی در ژانر علمی تخیلی محصول سال ۲۰۲۲ به کارگردانی مشترک کریستینا بوژیته و برونو سامپر با بازی رافیلا چپمن، ادی مارسن، رزی مک‌یوئن و ریچارد بریک است. داستان در یک زمین تاریک پسا-آخرالزمانی روایت می‌شود و یک دختر ۱۳ ساله به نام وسپر را دنبال می‌کند که در هک زیستی مهارت دارد. این فیلم برای رقابت در جشنواره بین‌المللی فیلم کارلووی واری ۲۰۲۲ انتخاب شد.

## داستان
پس از نابودی اکوسیستم زمین، وسپر، دختری سیزده ساله که در حال تلاش برای زنده ماندن به همراه پدر فلجش است، با زنی ملاقات می‌کند که مجبورش می‌کند از نبوغ و توانایی‌اش برای ساختن آینده خود استفاده کند.

## انتشار
وسپر اولین بار در جشنواره بین‌المللی فیلم کارلووی واری ۲۰۲۲ در ۲ ژوئیه ۲۰۲۲ برگزار شد. این فیلم در ۱۸ اوت ۲۰۲۲ در سینماهای فرانسه اکران شد. در ایالات متحده، لیتوانی و ترکیه در ۳۰ سپتامبر ۲۰۲۲ اکران شد و در ۶ اکتبر ۲۰۲۲ در آلمان و سنگاپور به نمایش درآمد.

## بازخورد
در وبگاه جمع‌آوری نقد راتن تومیتوز، ٪۸۹ از ۴۶ بررسی منتقدان مثبت است و میانگینِ امتیاز آن ۷٬۴/۱۰ است. اجماع این وبگاه چنین می‌نویسد: «وسپر با جذابیت بصری تاثیرگذارتری نسبت به داستانِ خود، به بینندگانِ صبور با ایده‌های جهان‌سازی و هوشمندانه پاداش می‌دهد.» این فیلم در متاکریتیک که از میانگین وزنی استفاده می‌کند، بر اساس نظر ۷۰ منتقدین امتیاز ۱۰ از ۱۰۰ را کسب کرده که نشان‌گر «نقدهای نپسندیده» است.